# Прапор Нового Південного Уельсу

Прапор губернатора штату

Прапор губернатора штату з 1876 до 1981

Прапор Нового Південного Уельсу в нинішньому вигляді офіційно затверджений урядом Нового Південного Уельсу в 1876. Дизайн прапора розроблений архітектором Джеймсом Барнетом та офіцером королівського флоту Франциском Ніксоном.
Основою прапора став змінений синій (англійський) кормовий прапор, на полотнищі якого розташована емблема штату — хрест святого Георгія. У центрі хреста лежить золотий лев, а по краях — чотири золотих восьмикутних зірки. Відмова від попереднього прапора обумовлена неодноразовою критикою з боку британського адміралтейства за його схожість з прапором Вікторії.

## Попередні прапори
Перший прапор Нового Південного Уельсу затверджений у 1867. Його основою також був змінений англійський кормовий прапор, на якому було зображено три букви — NSW. Це було зроблено відповідно до «Морського закону про оборону» 1865, згідно з яким кожна колонія повинна мати на своєму прапорі відмінну особливість.
Другий варіант прапора прийнятий 11 липня 1870: основа залишилася колишньою, але емблема змінилася — Південний хрест з короною над ним.